# قرحه (عکار)
قرحه (به عربی: قرحة) یک منطقهٔ مسکونی در لبنان است که در شهرستان عکار واقع شده‌است.